# Ladwa
Ladwa è una città dell'India di 22.439 abitanti, situata nel distretto di Kurukshetra, nello stato federato dell'Haryana. In base al numero di abitanti la città rientra nella classe III (da 20.000 a 49.999 persone).

## Geografia fisica
La città è situata a 29° 59' 40 N e 77° 2' 40 E e ha un'altitudine di 254 m s.l.m..

## Società

### Evoluzione demografica
Al censimento del 2001 la popolazione di Ladwa assommava a 22.439 persone, delle quali 11.993 maschi e 10.446 femmine. I bambini di età inferiore o uguale ai sei anni assommavano a 2.749, dei quali 1.541 maschi e 1.208 femmine. Infine, coloro che erano in grado di saper almeno leggere e scrivere erano 15.899, dei quali 9.027 maschi e 6.872 femmine.